# Pont du Carrousel
Der Pont du Carrousel ist eine Straßenbrücke über die Seine in Paris, die den Quai François-Mitterrand und die Place du Carrousel im Hof des Louvre im 1. Arrondissement am rechten Ufer mit dem Quai Voltaire im 7. Arrondissement am linken Ufer verbindet. Die nächste Brücke flussaufwärts ist der Pont des Arts, nach dem Pont du Carrousel folgt flussabwärts der Pont Royal.

## Gegenwärtige Brücke (1939)
Der gegenwärtige Pont du Carrousel ist eine sechsspurige Straßenbrücke mit breiten Gehwegen auf beiden Seiten, bei der die mittleren Fahrspuren den städtischen Bussen vorbehalten sind. Sie überquert die an dieser Stelle 125 m breite Seine mit drei flachen Stahlbetonbögen, die mit Naturstein verkleidet sind, damit sie sich besser in das Bild der Umgebung einfügen. An ihren äußeren Ecken befinden sich vier von Louis Petitot für die frühere Brücke erschaffene allegorische Statuen, die die Seine, die Stadt Paris, den Wohlstand und das Gewerbe (la Seine, la ville de Paris, l'Abondance et l'Industrie) darstellen. An den Ecken der Vorplätze stehen an Obelisken erinnernde bronzene Pfeiler im Stil des Art déco, auf denen in 13 m Höhe Leuchten für die Brücke installiert sind, die sich nachts auf 20 m Höhe teleskopartig ausfahren lassen.
Der von 1935 bis 1939 erbaute Pont du Carrousel ist 33 m breit, einschließlich der Statuen an den Brückenenden ergibt sich eine Breite von 38 m. Die drei Bögen haben Spannweiten von 36 + 42 + 36 m. In den Widerlagern befinden sich Durchgänge für die Uferwege. Einschließlich dieser Widerlager hat die Brücke eine Länge von 168 m.

## Ursprüngliche Brücke (1834)

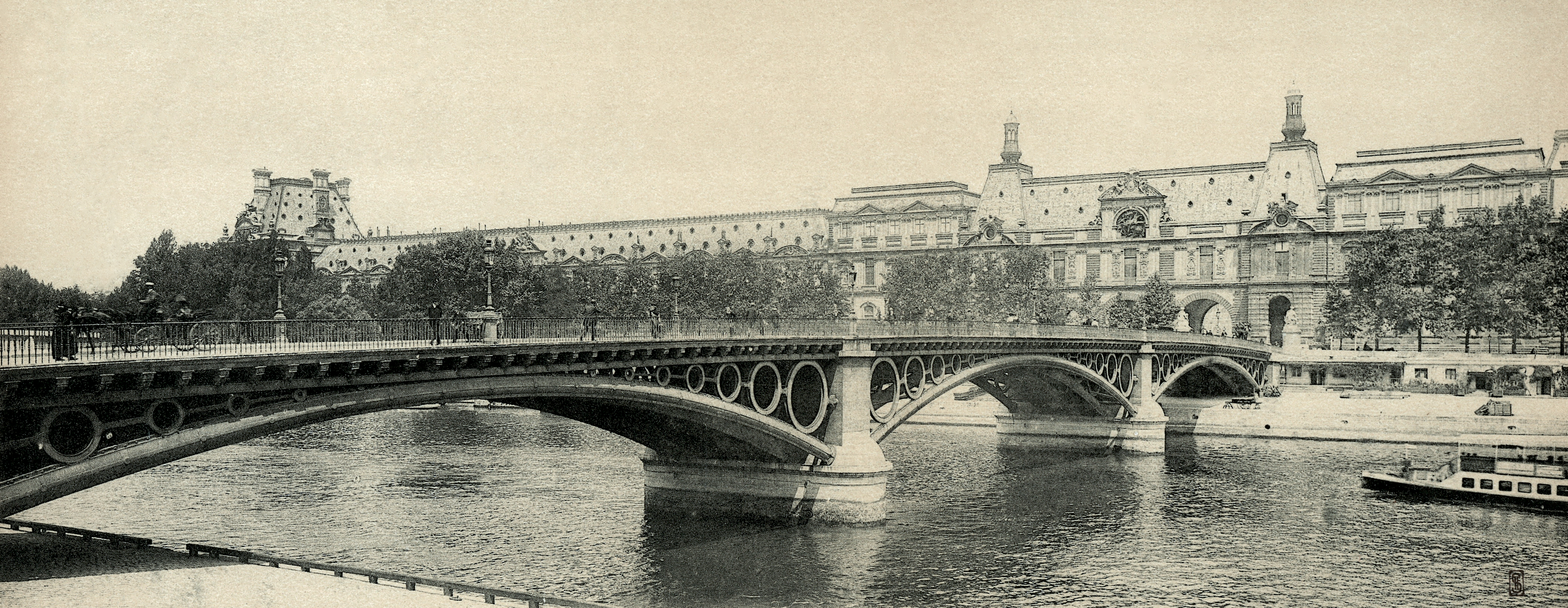
Pont du Carrousel, ca. 1900

### Vergabe und Bau der Brücke
1830, am Anfang der Julimonarchie, wurde die Konzession für den Bau und Betrieb einer neuen Brücke ausgeschrieben, die die Seine mit nur zwei Pfeilern überspannen sollte, einer für feste Brücken neuen Anforderung. Antoine-Rémy Polonceau hatte sich von Carl Friedrich von Wiebeking und Georg Friedrich von Reichenbach zum Entwurf einer Bogenbrücke mit Trägern aus gusseisernen Rohren anregen lassen, deren Zwickel durch Ringe mit abnehmendem Durchmesser gefüllt waren anstelle der später üblich werdenden senkrechten Aufständerungen. Polonceau hoffte, mit seinem Vorschlag zum Zuge zu kommen, auch weil in Paris seit dem Pont des Arts und dem Pont d’Austerlitz vor fast 30 Jahren keine Eisenbrücke mehr gebaut worden war. In dem Vergabeverfahren wurde der Zuschlag jedoch für eine der damals häufig errichteten Hängebrücken der Gebrüder Marc Seguin erteilt. Polonceau wollte dies nicht hinnehmen und erreichte in einem Gerichtsverfahren, dass die Vergabe aufgehoben und der Zuschlag für eine Eisenbrücke erteilt wurde, allerdings für den Entwurf eines Konkurrenten. Polonceau kaufte diesem die Konzession ab und erreichte die Genehmigung, seinen eigenen Entwurf ausführen zu können.
Polonceau begann im Oktober 1832 mit dem Bau der Brücke, konnte seine sich bald darauf einstellenden finanziellen Schwierigkeiten überwinden und die Brücke am 1. November 1834 eröffnen.

### Name
Der Pont du Carrousel wurde ursprünglich Pont du Louvre genannt, später Pont des Saints-Pères nach der an sie anschließenden Straße. Der Name Pont du Carrousel geht auf ein Reiterfest im Jahr 1662 zurück, das von Ludwig XIV. zur Feier der Geburt des Dauphin angeordnet wurde, nach anderen Meinungen eher zum Vergnügen von Mlle. de la Vallière.

### Beschreibung

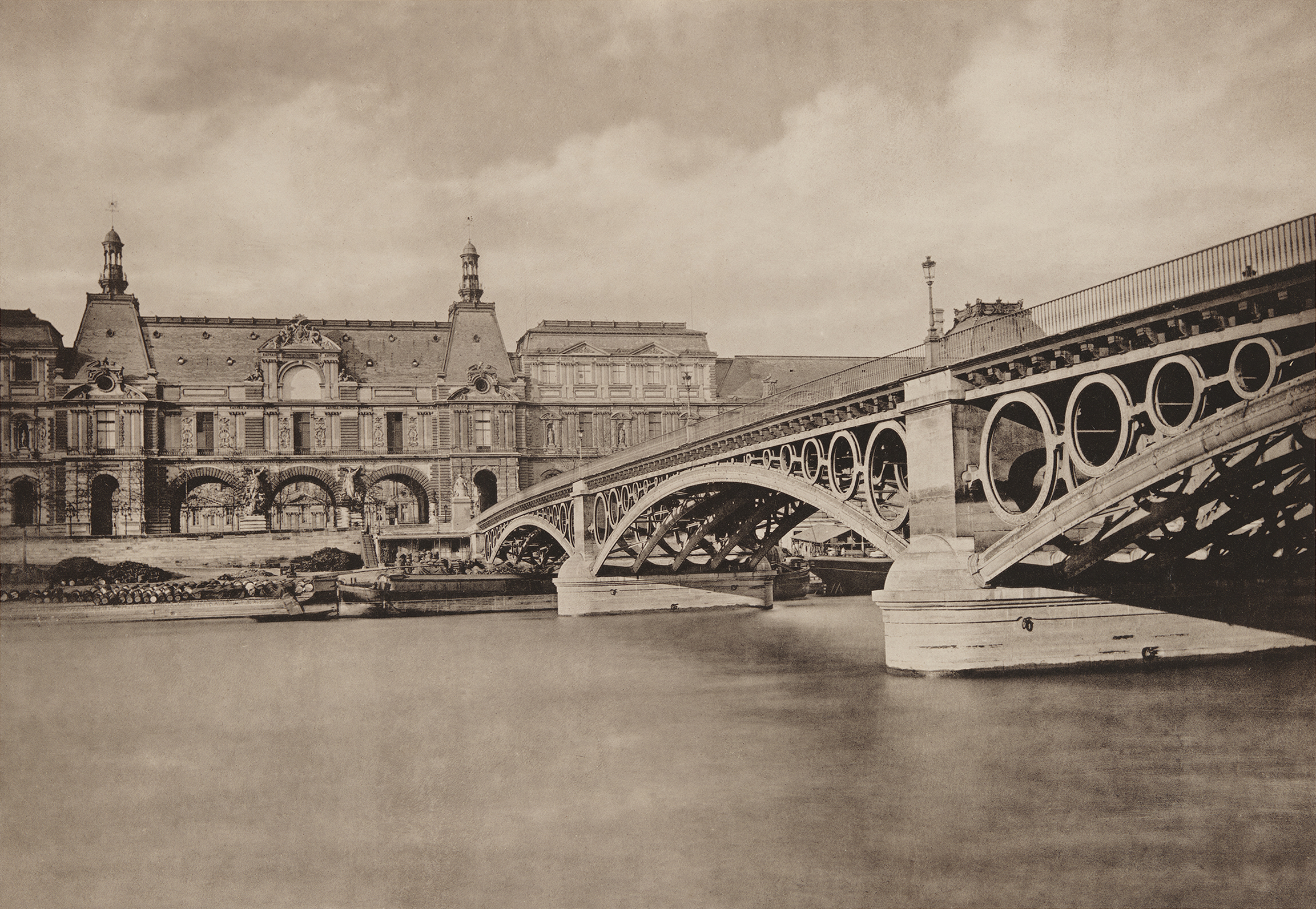
Pont du Carrousel, 1883

Die Brücke hatte eine Länge von 151 m zwischen den beiden Widerlager. Ihre beiden, bis zum Brückendeck reichenden Pfeiler waren an den Kämpfern 4 m breit, so dass sich für die drei großen, flachen Bögen Spannweiten von 47,67 m mit einer Pfeilhöhe von 4,9 m ergaben. Für den mittleren Bogen war eine lichte Höhe von 9,50 m vorgeschrieben. Die äußeren Bögen mussten damals notwendigerweise auch die Treidelpfade überspannen, andererseits an das Niveau der Uferstraßen anschließen, die nicht angehoben werden durften. Daraus ergab sich die Notwendigkeit, die äußeren Bogen mit einem Gefälle zu konstruieren. Da das Niveau der Treidelpfade und Hafenkais nicht abgesenkt werden durfte, endeten die Bogenträger an den Widerlagern unterhalb des Niveaus der Hafenkais.
Jeder Bogen hatte fünf Bogenträger, die im seitlichen Abstand von 2,80 m angeordnet und durch Quer- und Diagonalstreben versteift waren. Diese Bogenträger bestanden aus Rohren mit ovalem Querschnitt, die 66 cm hoch und 42 cm breit waren. Da damals gusseiserne Teile kaum länger als 5 m sein konnten und es wesentlich leichter war, Rohrhälften als gebogene Rohre zu gießen, wurden Abschnitte aus linken und rechten Rohrhälften so versetzt zusammengefügt, dass das Ende eines Abschnitts in der Mitte des Abschnitts der anderen Rohrhälfte lag. Mit dem für die Schraubverbindung überstehenden Kragen waren die Rohre 85 cm hoch. Der Hohlraum der Rohre bestand aus mehreren Lagen Bitumen getränkter Holzbretter, die verbleibenden Hohlräume wurden mit flüssigem Bitumen vergossen. Die Rohre stammten aus der Gießerei von Émile Martin in Fourchambault.
Die Zwickel zwischen den Rohrbögen und dem Brückendeck waren durch sechs gusseiserne Ringe mit zur Mitte hin abnehmenden Durchmessern von 4 m bis 0,30 m gefüllt. Diese Ringe hatten untereinander kurze horizontale Verbindungsprofile, während sie zwischen den Rohrbögen und dem Brückendeck ohne feste Verbindung nach Art einer Rolle eingeklemmt und auf den Kragen der Rohrhälften gelagert waren. Im Volksmund wurden sie bald als Serviettenringe bezeichnet.

### Kunst am Bau

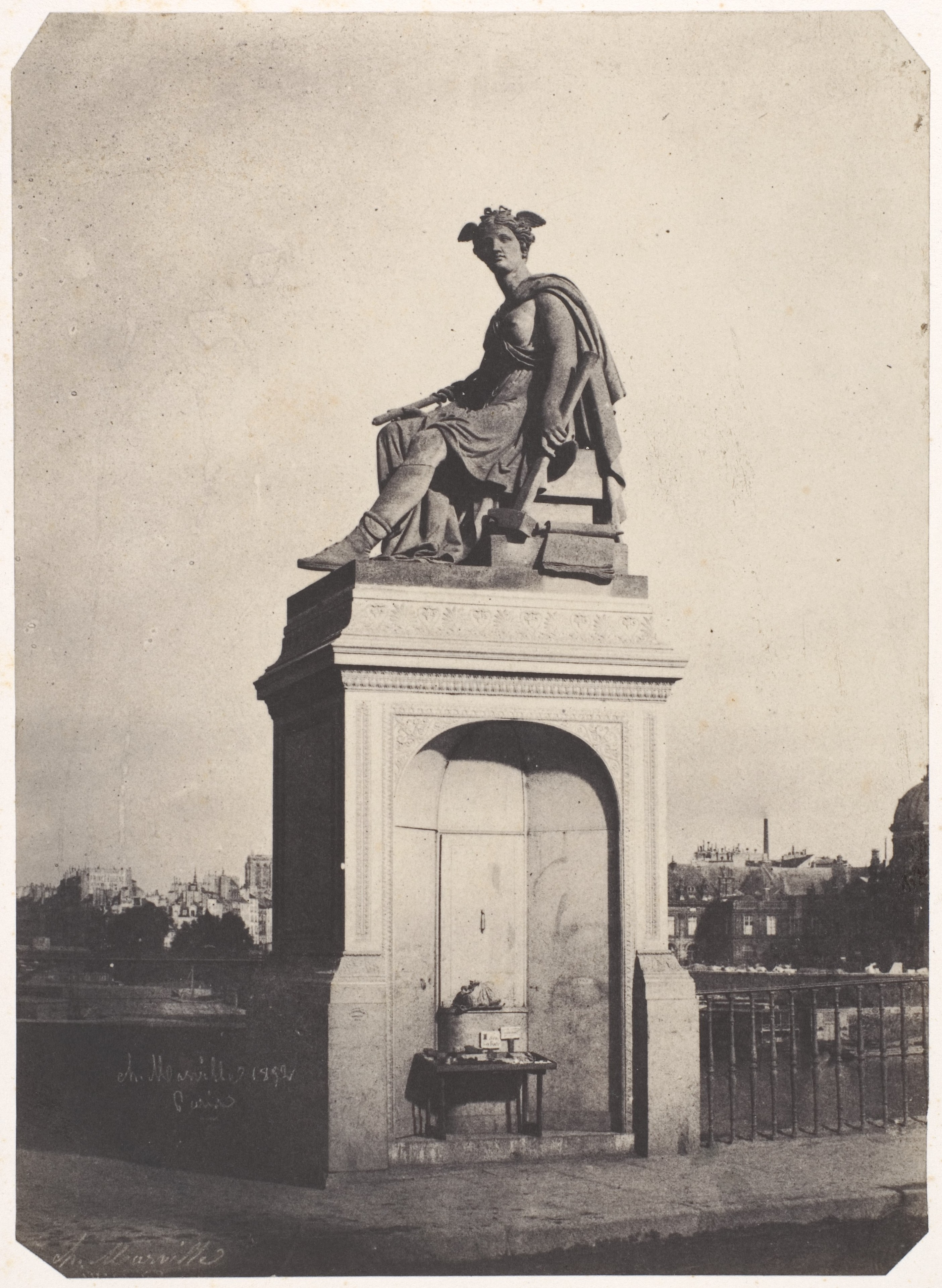
L’Industrie (Foto von Charles Marville, 1852)

In der Konzession war vorgesehen, dass die ausführenden Unternehmen der städtischen Verwaltung einen Betrag von 80.000 Francs zur Verfügung zu stellen hatten, den die Verwaltung für die künstlerische Verschönerung des Bauwerks verwenden konnte. So entstanden die vier heute noch existierenden allegorischen weiblichen sitzenden Figuren an den Ecken der Brücke, die die Seine, die Stadt Paris, den Wohlstand und das Gewerbe (la Seine, la ville de Paris, l'Abondance et l'Industrie) darstellen. Ihre Sockel waren hohl, in ihnen waren Räume für die Kassierer der Brückenmaut untergebracht.

### Weitere Geschichte
Wie damals üblich, war die Konzession an eine aus den Investoren gebildete Bietergemeinschaft in Form einer Kommanditgesellschaft erteilt worden. Diese vergleichsweise leicht und schnell zu gründende Gesellschaft sollte nach der Erteilung der Konzession in eine (genehmigungspflichtige) Aktiengesellschaft umgewandelt werden. Während der Bau der Brücke trotz einer Verzögerung in 14 Monaten abgeschlossen war, dauerte es weitere drei Jahre, bis die Aktiengesellschaft endgültig gegründet und genehmigt war.
1848 löste die Stadt Paris die ursprünglich für 34 Jahre und 6 Monate erteilte Konzession ab und beendete die Maut.
1883 wurden größere Reparaturen durchgeführt, 1904 wurde das hölzerne Brückendeck gegen ein Stahldeck ausgetauscht. Trotzdem wies die Brücke erhebliche Vibrationen auf, wobei die Schwingungen oft mit dem Rhythmus des Pferdetrabs übereinstimmten, was zu Beschwerden im Publikum führte.
1935 wurde die Brücke, obwohl noch in gutem Zustand, abgebaut und durch die wesentlich breitere, heutige Stahlbetonbrücke ersetzt.
Am 2. Mai 2003 wurde eine Platte zum Gedächtnis an Brahim Bouarram an der Brücke angebracht.

## Brücken gleicher Bauart
Ebenfalls nach Plänen von Polonceau wurde 1839 der Pont de la Haute-Chaîne in Angers, Département Maine-et-Loire, eröffnet, der 1944 zerstört und 1951 durch eine Stahlbetonbrücke ersetzt wurde. 1841 wurde in Straßburg der Pont Saint-Thomas erbaut, der immer noch genutzt wird. In Bourguignon-lès-Conflans wurde 1849 die Brücke über die Lanterne eröffnet, die nicht mehr genutzt wird. In Sevilla wurde 1852 der Puente de Isabel II eröffnet, der nach einem Umbau weiterhin benutzt wird. In Matanzas auf Kuba wurde 1878 die schmiedeeiserne Puente de la Concordia nach dem spanischen Vorbild eröffnet.